# 10457 Suminov
10457 Suminov este un asteroid din centura principală de asteroizi.

## Descriere
10457 Suminov este un asteroid din centura principală de asteroizi. A fost descoperit pe 31 august 1978 la Observatorul de Astrofizică din Crimeea de Nikolai Cernîh. El prezintă o orbită caracterizată de o semiaxă mare de 2,38 ua, o excentricitate de 0,23 și o înclinație de 2,4° în raport cu ecliptica.